# Баварський гульден

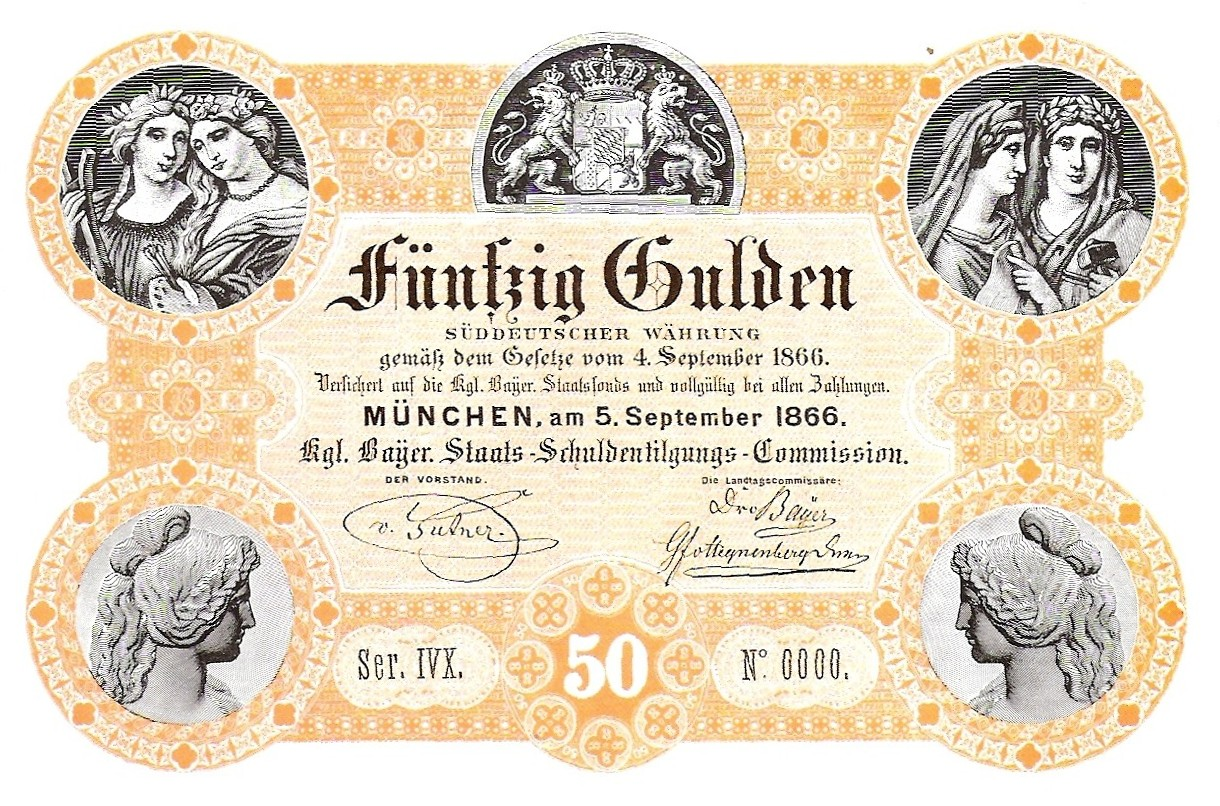
Банкнота номіналом 50 гульденів (датована 1866 р.)

Бава́рський гу́льден (нім. Böhmische Gulden) — тип південнонімецького гульдена, розрахункова грошова одиниця (з 1754 року) і карбована монета (з 1837 року) Баварського курфюрства і Баварського королівства. Був впроваджений в 1754 році згідно австрійсько-баварської монетної конвенції. У 1871 році гульден замінили на марку за курсом 1 марка = 35 крейцерів.

## Історія
Баварія використовувала південнонімецький гульден (також званий флорин) як розрахункову грошову одиницю після укладення Австрійсько-баварської монетної конвенції 1754 року до 1873 року. Між 1754 і 1837 роками це була розрахункова одиниця, що дорівнювала 5⁄12 конвенційного талера і яка використовувалась для деномінації банкнот, але не карбувалась як монета. Гульден коштував 50 конвенційних крейцерів або 60 місцевих крейцерів (Landmünze).
У 1818 році система співвідношення між карбованими монетами (не десяткова), була такою:
- 1 конвенційний талер = 120 «конвенційних» крейцерів = 144 «земельних» крейцерів = 576 пфенігів = 1152 гелери;
- 1 кроненталер = 1⅛ конвенційного талера;
- 1 дукат = 2¼ конвенційного талера.
- 1 гульден = 50 «конвенційних» крейцерів = 60 «земельних» крейцерів.

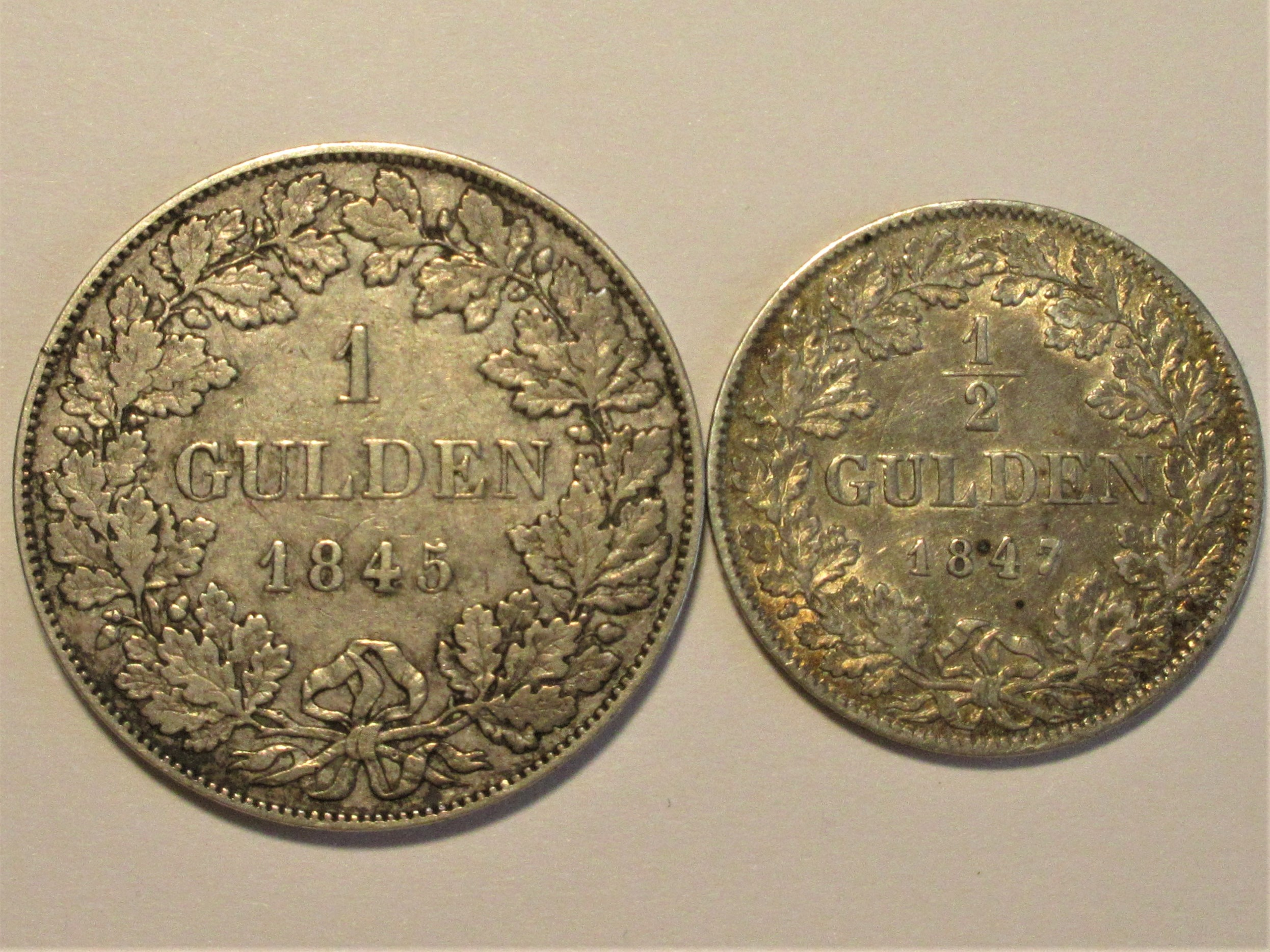
Аверс срібних монет номіналом 1 і ½ гульдена, викарбуваних у Мюнхені в 1845 і 1847 роках.

Перші карбовані гульдени випустили в 1837 році, коли Баварія увійшла до Південнонімецького валютного союзу, встановивши гульден рівним 4⁄7 прусського талера. Гульден поділявся на 60 крейцерів. У 1857 році гульден встановили рівним 4⁄7 союзного талера. Після 1836 року система співвідношень між карбованими монетами (не десяткова), виглядала так:
- 1 гульден = 60 крейцерів = 240 пфенігів = 480 гелерів.
- 1 дукат = 5,5 гульдена.
- 2 союзних талери = 3,5 гульдена.

У 1871 році гульден замінили на німецьку золоту марку за курсом 1 марка = 35 крейцерів.